# Communauté de communes Vierzon Sologne Berry
La communauté de communes Vierzon-Sologne-Berry est une communauté de communes française située dans le département du Cher et la région Centre.
Elle a résulte de la fusion, le 1er janvier 2020, de l'ancienne communauté de communes Vierzon-Sologne-Berry créée en 2013 avec la communauté de communes Villages de la Forêt.

## Historique
Une première  communauté de communes Vierzon-Sologne-Berry est née le 1er janvier 2013 sous le no SIREN 200033207 de la fusion de deux EPCI, la communauté de communes Vierzon Pays des Cinq rivières et la communauté de communes des Vallées vertes du Cher Ouest.
Le 1er janvier 2019, la commune de Foëcy intègre cette communauté de communes en quittant celle de Cœur de Berry, portant à 11 le nombre de communes associées.

Le 1er janvier 2020 intervient la fusion de : 
- cette première communauté de communes Vierzon-Sologne-Berry (11 communes : Dampierre-en-Graçay, Foëcy, Genouilly, Graçay, Méry-sur-Cher, Nohant-en-Graçay, Saint-Georges-sur-la-Prée, Saint-Hilaire-de-court, Saint-Outrille, Thénioux et Vierzon) ;
- et de la  communauté de communes les Villages de la Forêt (5 communes : Nançay, Neuvy-sur-Barangeon, Saint-Laurent, Vignoux-sur-Barangeon et Vouzeron) ;

auxquelles s'est rajouté la commune de Massay, antérieurement membre de la communauté de communes Cœur de Berry,,,,.
Cette fusion a été demandée par les deux conseils communautaires par délibérations à l'unanimitédes 26 et 28 mars 2019
Selon les présidents des deux anciennes intercommunalités, la fusion est liée au fait que les deux intercommunalués, voisines, partagent le même bassin de vie, ont des compétences identiques, et la volonté de faire valoir leurs spécificités et de les préserver tout en construisant des projets ambitieux de développement et en répondant à l'attente grandissante des citoyens, et la fusion constitue l'aboutissement de réflexions engagées avant l'élaboration du schéma départemental de coopération intercommunale de 2015
Parallèlement à ce rapprochement, Massay a demandé à intégrer cette future nouvelle communauté de communes. Cette demande, d’abord rejetée, a finalement reçu un avis favorable de la Commission départementale de coopération intercommunale (CDCI) le 20 septembre 2019, lors de la séance où elle a approuvé le projet de fusion des deux Communautés de communes.
Toutefois, le 1er janvier 2021, la commune de Nançay, qui n'avait pas souhaité la fusion de 2020, quitte le périmètre de l'intercommunalité pour rejoindre la Communauté de communes Sauldre et Sologne par souci de « continuité territoriale » et de « cohérence administrative »,.
Le conseil communautaire du 16 juillet 2020 a proposé de changer le nom de l'intercommunalité, qui reprend la dénomination de Communauté de communes Vierzon-Sologne-Berry, après ratification préfectorale.

## Géographie

### Géographie physique
La communauté de Communes est située à l’ouest et nord-ouest du département du Cher à la limite de l’Indre et du Loir-et-Cher, aux portes d’entrée de la Sologne.
L’EPCI dépend du bassin de vie de Vierzon et une majeure partie des communes appartient à son aire urbaine, mais aussi pour sa partie au Nord-Est, dépend du bassin de vie de Mehun-sur-Yèvre et celui de Salbris.
Son territoire est desservi par les autoroutes  A71, A20 et A85.

### Composition
La communauté de communes est composée des 16 communes suivantes :

| Nom                       | Code Insee | Gentilé         | Superficie (km2) | Population (dernière pop. légale) | Densité (hab./km2) |
| ------------------------- | ---------- | --------------- | ---------------- | --------------------------------- | ------------------ |
| Vierzon (siège)           | 18279      | Vierzonnais     | 74,5             | 25 254 (2022)                     | 339                |
| Dampierre-en-Graçay       | 18085      | Dampierrois     | 9,38             | 248 (2022)                        | 26                 |
| Foëcy                     | 18096      | Foecéens        | 16,21            | 2 052 (2022)                      | 127                |
| Genouilly                 | 18100      | Genouillois     | 34,66            | 666 (2022)                        | 19                 |
| Graçay                    | 18103      | Graçayais       | 31,82            | 1 245 (2022)                      | 39                 |
| Massay                    | 18140      | Massayais       | 47,94            | 1 347 (2022)                      | 28                 |
| Méry-sur-Cher             | 18150      | Mariaciens      | 20,91            | 710 (2022)                        | 34                 |
| Neuvy-sur-Barangeon       | 18165      | Neuvycéens      | 67,34            | 1 114 (2022)                      | 17                 |
| Nohant-en-Graçay          | 18167      | Nohantais       | 23,78            | 292 (2022)                        | 12                 |
| Saint-Georges-sur-la-Prée | 18210      | Saint-georgeois | 22,83            | 595 (2022)                        | 26                 |

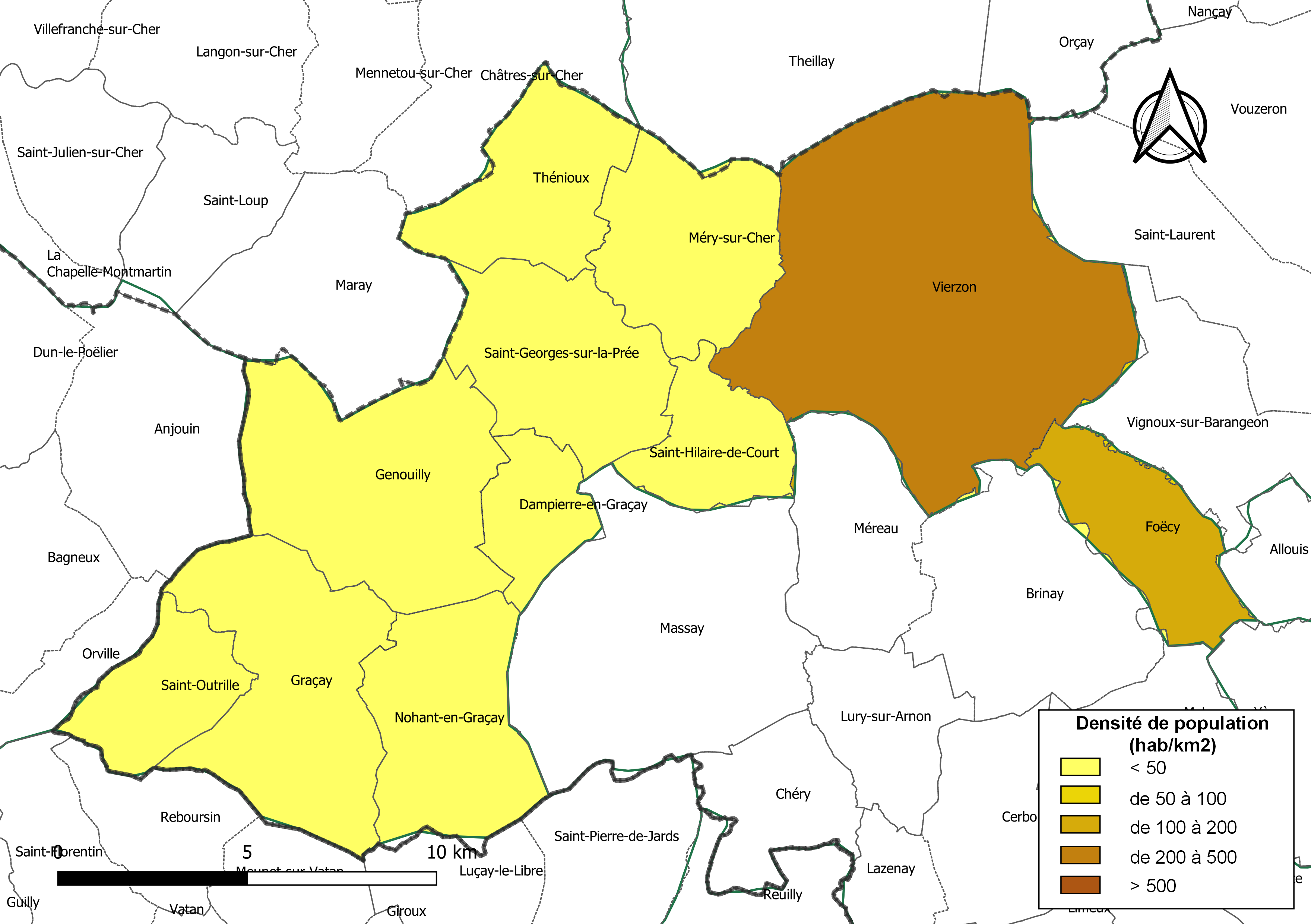
Carte des densités de population (millésimée 2016) des communes de l'ancienne communauté de communes Vierzon Sologne Berry regroupant les 11 communes initiales jusqu('en 2019.

| Saint-Hilaire-de-Court    | 18214      | Saint-Courtins  | 11,75            | 595 (2022)                        | 51                 |
| Saint-Laurent             | 18219      | Laurentais      | 38,72            | 511 (2022)                        | 13                 |
| Saint-Outrille            | 18228      | Austrégélisiens | 12,48            | 215 (2022)                        | 17                 |
| Thénioux                  | 18263      | Thanalogiens    | 18,33            | 666 (2022)                        | 36                 |
| Vignoux-sur-Barangeon     | 18281      | Barangeonnais   | 24,87            | 2 061 (2022)                      | 83                 |
| Vouzeron                  | 18290      | Vouzeronnais    | 52,63            | 582 (2022)                        | 11                 |

### Démographie
| 1968   | 1975   | 1982   | 1990   | 1999   | 2008   | 2013   | 2018   |
| ------ | ------ | ------ | ------ | ------ | ------ | ------ | ------ |
| 45 022 | 47 075 | 46 617 | 45 264 | 42 515 | 40 948 | 40 589 | 38 952 |

## Administration

### Siège
Le siège de l'intercommunalité est à Vierzon, 2, rue Blanche-Baron.

### Élus
La communauté de communes est administrée par son conseil communautaire, composé de 48 conseillers municipaux représentant les  communes membres, et repartis en fonction de leur population comme suit : 

- 24 délégués pour Vierzon ;

- 4 délégués pour Vignoux-sur-Barangeon ;

- 3 délégués pour Foëcy ; 

- 2 délégués pour Gracay, Massay et Neuvy-sur-Barangeon ; 

- 1 délégué et son suppléant pour les autres communes.
Au terme des élections municipales de 2020 dans le Cher, le conseil communautaire renouvelé a réélu le 9 juillet 2020 son président, François Dumon, maire-adjoint de Vierzon, ainsi que ses 14 vice-présidents, qui sont, : 
1. Nicolas Sansu, maire de Vierzon, chargé des finances et de l'urbanisme ;
2. Jacques  Toru, élu de Vignoux-sur-Barangeon, chargé du tourisme, centre de congrès, Canal de Berry à vélo ;
3. Laure Grenier-Rignoux, maire de Foëcy, chargée du personnel et de la communication ;
4. Frédéric Dupin, conseiller municipal délégué de Verzon, chargé de l'insertion, formation, économie solidaire et sociale ;
5. Jean-Marc Duguet, maire de Saint-Georges-sur-la-Prée, chargé des travaux, des voiries et de l'éclairage public ;
6. Djamila Kaoues, conseillère municipale déléguée de Vierzon, chargée de la transition écologique et solidaire, DDmarche[C'est-à-dire ?], PCAET, Agenda 21 ;
7. Michel  Archambault, maire de Graçay, chargé de la gestion des milieux aquatiques et prévention des inondations (GEMAPI) ;
8. Jacques Peskine, maire de Massay, chargé de la contractualisation, grands projets ;
9. Boris René, conseiller municipal délégué de Vierzon, chargé du développement économique : zones d’activités, hôtel d’entreprises ;
10. Sylvie  Segret-Descroix, élue de Genouilly, chargée de la petite enfance, enfance, jeunesse  ;
11. Zitony Harket, maire de Vouzeron, chargé des déchets ménagers et du {{>Abréviation|SPANC|Service public de l'assainissement non collectif}}  ;
12. Fabien Bernagout, conseiller municipal délégué de Vierzon, chargé de l'innovation, recherche et du pôle numérique ;
13. Amanda Grimont, élue de Méry-sur-Cher, chargée de la ve associative et culturelle,et du  déploiement de la fibre dans la ruralité ;
14. Hayate Dadsi, conseillère municipale déléguée de Vierzon, chargée des transports et de la mobilité.

Le bureau de l'intercommunalité pour la mandature 2020-2026 est constitué du président, des 14 vice-présidents et de 11 autres membres.

### Liste des présidents
| Période        | Période                    | Identité             | Étiquette | Qualité |
| -------------- | -------------------------- | -------------------- | --------- | --- |
| janvier 2013   | juillet 2015               | Jean-Claude Sandrier | PCF       | Député du Cher (2e circ.) (1997 → 2012) Président de l'ex-CC Vierzon Pays des Cinq rivières (2008 → 2012) Démissionnaire                            |
| 2 juillet 2015 | En cours (au 17 juin 2021) | François Dumon       | PCF       | Adjoint au maire de Vierzon (1977 → 1990 et 2008 → 2020) Vice-Président du conseil régional du Centre (1998 → 2015) Réélu pour le mandat 2020-2026, |

### Compétences
L'intercommunalité exerce les compétences qui lui ont été transférées par les communes membres, dans les conditions déterminées par le code général des collectivités territoriales. Dans l'attente de la détermination des compétences optionnelles et facultatives par le conseil communautaire, l'intercommunalité exerce ces compétences des deux anciennes structures, et au bénéfice des communes qui en étaient membres. 
Il s'agit essentiellement : 
- du développement économique et le développement des entreprises ;
- du commerce ;
- de l’environnement (collecte des déchets ménagers et assimilés, gestion des déchetteries, PCAET, développement durable) ;
- du service public de l’assainissement non collectif (SPANC) ;
- du tourisme et du canal de Berry ;
- de l’urbanisme et de l’habitat social ;
- du numérique et du déploiement de la fibre ;
- de la gestion de l’aire d’accueil des gens du voyage ;
- de la petite enfance, l’enfance et la jeunesse (dans les communes rurales) ;
- des équipements culturels et sportifs (dans les communes rurales) ;
- la voirie et l’éclairage public (dans les communes rurales).

### Régime fiscal et budget
La communauté de communes est un établissement public de coopération intercommunale à fiscalité propre.
Afin de financer l'exercice de ses compétences, l'intercommunalité perçoit la fiscalité professionnelle unique (FPU) – qui a succédé à la taxe professionnelle unique (TPU) – et assure une péréquation de ressources entre les communes résidentielles et celles dotées de zones d'activité.
Elle perçoit également une bonification de la dotation globale de fonctionnement.

### Effectifs
Pour l'exercice de ses compétences, l'intercommunalité dispose à sa création de 80 agents, issus des anciennes intercommunalités fusionnées.

## Projets et réalisations
Conformément aux dispositions légales, une communauté de communes a pour objet d'associer des « communes au sein d'un espace de solidarité, en vue de l'élaboration d'un projet commun de développement et d'aménagement de l'espace ».